# Управление военно-морской разведки (США)
Разве́дывательное управле́ние ВМС США (РУ ВМС, англ. Office of Naval Intelligence, ONI) — силовое ведомство, является старейшей  среди разведывательных служб США. Создано в составе Военно-морских сил в 1882 году. Входит в состав Главного управления ВМС Министерства обороны США.
Начальник РУ ВМС в чине контр- или (реже) вице-адмирала является одним из заместителей Главкома ВМС США и непосредственно информирует министра ВМС США и членов Объединённого комитета начальников штабов (ОКНШ) США по вопросам военно-морской разведки, контрразведки флотов и военно-дипломатических отношений руководства ВМС США с руководством ВМС иностранных государств.

## История

### Создание и развитие службы
В структуре разведывательного сообщества США разведка ВМС занимает достаточно значимое место, являясь одной из старейших его составляющих. История создания разведки ВМС США относится к концу XIX столетия.
Самостоятельная разведывательная служба ВМС США она была создана 23 марта 1882 года. Её основателем считается капитан-лейтенант ВМС США (Lieutenant, U.S. Navy) (позднее капитан 3-го ранга, Lieutenant-commander, U.S. Navy) Т. Мейсон, который был назначен первым начальником разведки ВМС США (официально на то время — Главой разведки США, Chief Intelligence Officer).
На начальном этапе становления разведка ВМС (с аппаратом из четырёх офицеров) входила на правах отдела в Бюро кораблевождения ВМС (Navy’s Bureau of Navigation). Вновь сформированный РО ВМС получил право ведения на территории США и за рубежом агентурной и технической разведки в интересах ВМС США. С 1894 года в её функции вошло руководство деятельностью корпуса военно-морских атташе за рубежом. Направляемые с этого периода на службу за границу военно-морские атташе были обязаны заниматься сбором информации о составе, планах, материальной части и последних технических разработках ВМС стран пребывания и отчитываться о всех результатах перед РО ВМС.
В связи с тем, что до Первой мировой войны факт существования в Главном штабе (Адмиралтействе) ВМС Великобритании разведывательно-оперативного управления (РУ) и его структура были полностью засекречены, то в качестве образца для административной структуры РО ВМС США была взята структура РО ВМС Франции.
Первые серьёзные задачи были поставлены перед РО ВМС США во время испано-американской войны (1898 г.), когда в п. Гаваны был потоплен броненосный корабль ВМС США № 1 «Мэн». По результатам разведработы во время боевых действий в Карибском море в обязанности РО ВМС была дополнительно вменена флотская контрразведка, обеспечение безопасности материальной части и личного состава ВМС США в портах пребывания и борьба с морскими диверсантами.

### Первая мировая война
В 1910 году в штабе ВМС США на базе разведотдела Бюро кораблевождения ВМС формируется самостоятельное разведывательное управление (РУ ВМС), первым начальником которого (Director of Naval Intelligence) становится капитан 1-го ранга (Captain, U.S. Navy) Т. Поттс.
В период 1910-1914 гг. численность личного состава РУ ВМС значительно увеличивается, и к началу 1917-го она уже включает 306 офицеров и 18 гражданских служащих. В этот же период на РУ ВМС в полном объёме было возложено контрразведывательное обеспечение флотов, военная контрразведка на территории США, обеспечение безопасности на портовых территориях и вокруг баз ВМС США, охрану и контрразведывательное обеспечение судостроительных, оружейных заводов и арсеналов ВМС, борьба с диверсантами и агентурой противника.
На территории США в области обеспечения безопасности личного состава кораблей и береговых объектов ВМС США органы РУ ВМС работали в тесном контакте с силовыми и судебными ведомствами США. Кроме того, в отдельных случаях РУ ВМС получило право цензурирования радиопередач и перлюстрации почтовых отправлений с целью предотвращения утечки секретной информации о планах ВМС, пунктах дислокации кораблей и корабельных группировок ВМС США.
С 1917 года должность начальника РУ ВМС стала соответствовать штатной категории младшего контр-адмирала (Rear admiral (lower half)). Тем не менее, в годы первой мировой войны разведуправление министерства ВМС США ещё не играло самостоятельной роли в разведывательной деятельности Антанты, так как разведывательной деятельностью объединённых ВМС руководила разведка ВМС Великобритании (разведывательно-оперативное (39-е) управление британского Адмиралтейства).

### Межвоенный период
Кадровая текучка, отсутствие специальной подготовки, бессистемность в подборе сотрудников и частая смена руководителей разведки ВМС значительно снижали её эффективность. Во время Вашингтонской конференции 1921—1922 гг. были предприняты большие усилия, чтобы найти в качестве переводчика белого гражданина США, в достаточной степени владеющего японским языком. В результате, выбор пал на сына одного из американских миссионеров, выпускника университета Беркли, прославившегося своими «чрезвычайно экстравагантными выходками», на что по причине острой нехватки квалифицированных кадров закрывали глаза. В 1929 году было ликвидировано Американское криптографическое агентство, которое занималось, в том числе, тайным просмотром почты граждан США.

### Вторая мировая война
С началом Второй мировой войны и обострением отношений с Японией РУ ВМС стало отвечать также за радиоперехват, перевод, оценку и анализо военной и дипломатической корреспонденции Японии, в связи с чем было проведено значительное увеличение ассигнований на органы разведки ВМС и увеличение численности её личного состава. 
В 1940 году была создана машина-аналог японских шифровальных машин, с чьей помощью криптографы ВМС смогли расшифровать почти всю переписку японского посольства в Вашингтоне с японским МИД в Токио.
Первоочередной задачей РУ ВМС являлся сбор разведывательной информации о потенциальном противнике - ВМС Японии, но разведорганы ВМС не имели права самостоятельно анализировать, оценивать и распространять собранную информацию, так как непосредственно ответственным за информирование политического руководства страны о ВМС потенциального противника был аппарат Главкома ВМС США. События 7 декабря 1941 года, внезапное нападение японцев на Пёрл-Харбор показало, что сотрудники РУ ВМС могли оказать лишь очень ограниченное влияние на механизм доведения разведывательной информации до первых лиц государства. Поэтому, несмотря на своевременную расшифровку, командующий Тихоокеанским флотом на Гавайях получил предупреждение о нападении уже после окончания налета японской морской авиации.
Лучшим достижением дешифровальщиков  ВМС в годы войны стал успех в раскрытии рабочих кодов ВМС Японии и успешное сокрытие факта раскрытия шифра от криптографов противника. Вследствие этого, американцы во время боёв у острова Мидуэй смогли установить точное местонахождение авианосцев ВМС Японии и с помощью авиации уничтожить большинство из них, что резко изменило ход боевых действий. Имея доступ к шифрам ВМС Японии, авиации ВМС США удалось перехватить и уничтожить 18 апреля 1943 года над Тихим океаном самолёт, перевозившего командующего японским Объединённым флотом адмирала И. Ямамото.

### Разведка ВМС США в период Холодной войны и после неё
РУ ВМС США подверглось серьёзной реорганизации после окончания войны, войдя на правах самостоятельного управления во вновь образованное главное управление (ГУ) (Министерство) ВМС объединённого МО США. Начальник РУ ВМС в ранге контр-адмирала был приравнен к одному из заместителей Главкома ВМС США. РУ ВМС США на данный момент является современной многопрофильной разведывательной организацией, обеспечивающей военно-политической и оперативной информацией начальника Главного управления (министра) ВМС, главкома ВМС, и научно-технической информацией - инженерные службы и подразделения ВМС.
На данный момент РУ ВМС  продолжает реализовывать начатую со времени Второй мировой войны комплексную программу накапливания развединформации по всем морским и прибрежным объектам, которые связаны с оперативными планами возможных десантных операций ВМС и КМП США на различных мировых ТВД.

## Начальник РУ ВМС США
Начальник РУ ВМС США (Director of Naval Intelligence), имеет штатную категорию вице- или контр-адмирал и руководит всеми силами и средствами оперативной и агентурной разведки флота через своих заместителей и подчиненный ему оперативный штаб (командование) РУ ВМС. 
При этом он отвечает также за организацию межведомственного сотрудничества в рамках разведсообщества США и ведение НИОКР в области создания перспективных средств РТР флота. В 2005 году на начальника РУ ВМС (в настоящее время эту должность занимает вице-адмирал Т. Бренч) были также возложены обязанности председателя Совета по вопросам контрразведки и безопасности ВМС.
Начальник РУ ВМС ежедневно лично докладывает Главкому ВМС США сводку разведывательной информации, а также свои предложения начальнику ГУ (министру) ВМС по наиболее важным разведвопросам, относящимся к компетенции гражданского аппарата министерства.
В официальных документах РУ ВМС всегда формально подчеркивается, что в мирное время РУ ВМС не ведет агентурной оперативной работы за рубежом и на территории США, а РУ КМП США, ОШ ПВ и РЭБ ВМС и управления резерва разведки ВМС с подчинёнными им подразделениями не являются структурами в прямом подчинении РУ ВМС.
Начальник РУ ВМС США имеет трех заместителей и четырёх помощников. 
К их числу относятся: 
- первый заместитель (младший контр-адмирал или старший вольнонаемный специалист ГУ ВМС)

заместители: 
- по разведрезерву и безопасности (младший контр-адмирал)
- по РЭР и шифровальной службе (капитан 1-го ранга)

помощники:
- по координации в рамках разведсообщества США (капитан 1-го ранга)
- по правовым вопросам (капитан 1-го ранга)
- по внешним сношениям (капитан 1-го ранга в должности начальника отдела)
- по информационной безопасности (капитан 1-го ранга)

## Структура РУ ВМС США
За свою длительную историю РУ ВМС подвергалось неоднократным реорганизациям в целях, главным образом, повышения эффективности и достоверности информации, добываемой силами и средствами ВМС. После создания в октябре 1961 года разведывательного управления министерства обороны США (РУМО (Defense Intelligence Agency)) , РУ ВМС передало ему часть своих функций по военно-политической разведке, руководству агентурным аппаратом, а также аппаратом военно-морских атташе за рубежом. В июле 1967 года был сформирован оперативный штаб (командование) разведки ВМС США (Naval Intelligence Command - NIC), которое до 1977 года возглавлял по совместительству начальник разведки ВМС.
В настоящее время система разведывательных органов ВМС США, объединяющих в общей сложности около 35 тыс. военнослужащих и гражданского персонала, достаточно разветвленна и сложна. Одна из особенностей структуры разведки ВМС США заключается в том, что формально многие составляющие сообщества не подчинены напрямую начальнику РУ ВМС (являющемуся, тем не менее, главой разведсообщества ВМС) . Одновременно ряд руководящих должностей в разведке может замещаться гражданскими вольнонаемными сотрудниками (из числа отставных офицеров и адмиралов ВМС).
Последние организационно-штатные изменения в административной структуре разведки американского флота произошли в конце 2005 года, когда в ходе усиления мер безопасности по ВМС разведывательному управлению был подчинен контрразведывательный отдел (КРО) следственного управления (СУ) ВМС. а из состава старших сотрудников ГУ ВМС был сформирован специальный Совет по контрразведке.

Служебный значок военнослужащих РУ ВМС. Носится на лацкане кителя.

### Центральный аппарат РУ ВМС (Office of the Director of Naval Intelligence - DNI)
Центральный аппарат РУ ВМС расквартирован в в/ч "Пентагон" (МО США).
В структуру РУ ВМС США в настоящее время входят следующие отделы: 
- плановый
- оперативный
- административный и внешних сношений
- разведывательных программ
- специальных программ
- информационный
- безопасности
- ОТ
- гражданского персонала

### Оперативный штаб разведкиВМС(Naval Intelligence Command)
Оперативный штаб РУ ВМС США расквартирован в здании Главного РЦ ВМС, расположенного на территории комплекса правительственных учреждений (н.п. Сьютленд, ш.Мэриленд) вблизи г. Вашингтон.
Главной задачей штаба РУ ВМС является:
- получения и анализ разведывательных сведений, поступающих через главный РЦ ВМС от сил и средств тактической и оперативной разведки ВМС  (передовых флотов)
- координация разведывательной работы и роспись полученной информации от разведки ВМС разведорганам всех видов вооруженных сил (СВ, ВВС, КМП, береговой охраны) и другим федеральным ведомствам США, чьи представители прикомандированы к штабу разведки ВМС.

Штаб РУ ВМС США возглавляет офицер ВМС США в чине капитана 1-го ранга. По административной линии начальник штаба разведки ВМС подчиняется непосредственно начальнику РУ ВМС США.
Аппаратом штаба РУ ВМС руководит первый заместитель начальника штаба. 
Аппарат штаба РУ ВМС включает в себя следующие отделы: 
- оперативный
- информационный
- плановый
- информационных технологий
- безопасности.
- финансовый
- кадровый
- резерва

### ГлавныйРЦ ВМС (NMIC — National Maritime Intelligence Center)

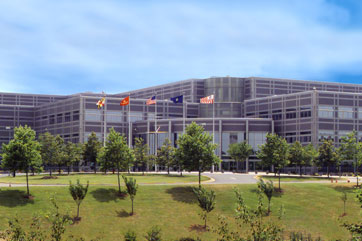
Здание Государственного РЦ ВМС
(комплекс госучреждений в н.п. Сьютленд, ш. Мэриленд)

С 1994 г. в структуре разведки ВМС США действует Государственный разведцентр (РЦ) ВМС, представляющий собой единый аналитический орган, собирающий, оценивающий и анализирующий весь комплекс информации, получаемый по линии разведки ВМС. По результатам анализа обстановки в акватории Мирового океана специалисты РЦ готовят практические рекомендации командованию ВМС США с целью заблаговременной выработки комплекса мероприятий, направленных на нейтрализацию возможных угроз интересам Соединённых Штатов.
Государственный РЦ ВМС расположен в комплексе правительственных учреждений (н.п. Сьютленд, ш.Мэриленд) вблизи Вашингтона. Руководство деятельностью РЦ ВМС возложено на начальника ОШ РУ ВМС, который является важнейшей организационно-штатной составляющей центра.
Государственный РЦ ВМС США ведет обработку, анализ и оценку информации о: 
- обстановке в акватории Мирового океана,
- перспектив развития ВМС и флотов ведущих морских держав и недружественных США стран
- степени различных угроз безопасности страны с морских направлений
- состояния морского судоходства на океанских коммуникациях
- потенциальной ценности запасов природных ресурсов в исключительных экономических зонах приморских государств.

При РЦ ВМС аккредитованы следующие государственные органы и службы: 
- РУ КМП США
- РУ Береговой охраны США
- информационные отделы Таможенной службы США и Управления наркоконтроля Минюста (DEA - Drug Enforcement Agency)

### Разведорганы флотов и соединений ВМС
К основным тактическим и оперативным разведорганам ВМС США относятся РУ и РЦ всех ОШ ВМС
- Главного командования ВМС/Атлантического флота
- Тихоокеанского флота
- Сил ВМС США в Европе
- разведорганов сил СпН ВМС
- передовых ОФ ВМС США
- разведорганы соединений ВМС

Указанные органы также напрямую подчинены РУ ВМС США.
Также, ОШ РУ ВМС  непосредственно подчинены все специализированные РЦ, группы или отделы разведки ВМС, приданные штабам всех оперативных объединений и соединений ВМС США.
- группа РЭР при в/ч ВМС "Чинэ" (г. Пусан, Республика Корея)

## РазведорганыВМС СШАвне прямого подчинения РУ ВМС

### Оперативный штаб психологической войны и радиоэлектронной борьбы ВМС(en:U.S. Fleet Cyber Command)
ОШ ПВ и РЭБ ВМС является основным командным и административным органом по руководству системой радиоэлектронной разведки (РЭР) ВМС США, который одновременно ответственен за планирование и ведение операций информационно-психологической войны и дестабилизации коммуникаций и связи противника электронными, радиотехническими и пропагандистскими средствами. Начальник ОШ ПВ и РЭБ ВМС имеет штатную категорию контр-адмирал.
Оперативный штаб (ОШ, командование) ПВ (психологической войны) и радиоэлектронной борьбы (РЭБ) ВМС (киберкомандование ВМС) расквартирован на территории в/ч СВ США "Форт-Мид" (ш. Мэриленд) в одном из зданий комплекса Агентства национальной безопасности (АНБ) МО США. ОШ ПВ и РЭБ ВМС является самостоятельным органом радиотехнической (РТР) и радиоэлектронной (РЭР) разведки ВМС США, не находящимся в подчинении РУ ВМС, но действующим в тесном взаимодействии с ним.
ОШ ПВ и РЭБ ВМС работает в тесном сотрудничестве с оперативно-штабной структурой ВМС - 10-м оперативным флотом ВМС США. В оперативное подчинение органов управления 10-го ОФ ВМС США выделены все корабли электронной и технической разведки, наземные технические разведцентры ВМС, станции технического и спутникового слежения и радиоперехвата ВМС.
Первый самостоятельный орган РЭР флота был сформирован в июле 1946 года, исходя из опыта применения радиоразведывательных и дешифровальных подразделений американских ВМС в период Второй мировой войны. С 1968 года службу РЭР координировал оперативный штаб (командование) безопасности ВМС (en:Naval Security Group Command), замыкавшийся на АНБ США. В конце 2005 года в результате административных изменений ОШБ ВМС был переформирован в новый орган РЭР/РЭБ - ОШ ПВ и РЭБ ВМС.

### РУ КМП США (HQMC-1)(Office of the Director of Intelligence, Headquarters U. S. Marine Corps)
РУ КМП США расквартировано совместно с ОШ РУ ВМС США в здании Государственного РЦ ВМС в пригороде Вашингтона (н.п. Сьютленд, ш.Мэриленд).
Начальник РУ КМП (DIRINT HQMC- Director of Intelligence, Headquarters U. S. Marine Corps) имеет штатную категорию бригадный генерал. Начальник РУ КМП  непосредственно подчинен Главкому КМП США. В свою очередь начальнику РУ КМП  подчинены все разведорганы и разведывательные части КМП США, включая разведывательные управления и отделы штабов объединений и соединений морской пехоты, а также батальоны РЭР и шифровальные подразделения КМП США.

## Органы контрразведки ВМС

### Совет по вопросам контрразведки и безопасности ГУ ВМС(DON CIRC -Department of the Navy Counterintelligence Requirements Council)

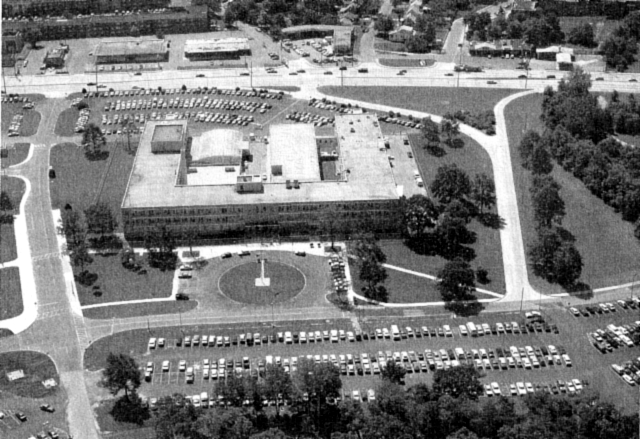
Здание Совета по вопросам контрразведки и безопасности ГУ ВМС на территории
комплекса правительственных учреждений (н.п. Сьютленд, ш. Мэриленд)

В конце 2005 года в ходе реализации мероприятий по усилению мер безопасности в составе ГУ ВМС был создан контрразведывательный совет ГУ ВМС  (DON CIRC —Department of the Navy Counterintelligence Requirements Council). Главная задача совета заключается в выработке мер по обеспечению соответствующего уровня безопасности в ВМС США и КМП США, а также в определении приоритетных мер её совершенствования.
Пост председателя совета по вопросам контрразведки и безопасности ВМС занимает начальник РУ ВМС.
Членами совета являются: 
- заместитель начальника ОШ ПВ и РЭБ ВМС
- начальник РУ КМП США
- начальник оперативного управления штаба КМП США
- заместитель начальника следственного управления ВМС
- главный юрисконсульт ВМС
- главный военный прокурор ВМС и КМП
- первый заместитель начальника ГУ ВМС по НИОКР и закупкам

Заседания совета проходят по мере необходимости, но не реже чем раз в квартал. По итогам заседания председатель совета готовит полугодовой доклад по вопросам контрразведки и безопасности для высшего руководства ГУ ВМС. В нём отражаются важнейшие вопросы в области контрразведывательной деятельности ГУ ВМС, а также контрразведывательные задачи и потребности всех органов ВМС.

### КРОСУ ВМС(en:Naval Criminal Investigative Service, Counterintelligence Department).
С созданием контрразведывательного совета ГУ ВМС, РУ ВМС был переподчинен контрразведывательный отдел (КРО) следственного управления ВМС.  КРО СУ ВМС размещается на территории комплекса верфей ВМС Нейви-Ярд в Вашингтоне. Начальник следственного управления ВМС (Director) и начальник КРО являются вольнонаемными юридическими специалистами ВМС. Начальник КРО одновременно является помощником начальника управления по контрразведке (Assistant to the Director for Counterintelligence). В рамках отдела действует телефон «горячей линии контрразведки» (Espionage Hotline), куда любой военнослужащий может сообщить о каких-либо подозрениях в отношении известных ему лиц или деяний, которые могут быть истолкованы как проявления шпионской деятельности.

## Разведорганы, не подчиненные РУ ВМС США
В систему разведки ВМС США формально не включена Служба гидроакустической разведки и слежения за подводной обстановкой (Undersea Surveillance), которая объединяет все силы и средства гидроакустической разведки системы СОСУС (IUSS - Integrated Undersea Surveillance System) и традиционно находится в ведении командующего подводными силами ВМС США.

## Подготовка специалистов разведки ВМС

### Система военного образования для специалистов разведки ВМС
Подготовка специалистов разведки ВМС США ведется в системе управления военного образования ВМС  (Naval Education and Training Command), штаб которого размещается на территории военного аэродрома ВМС в/ч "Пенсакола" (ш. Флорида). В его ведении находятся, в частности, управление подготовки специалистов ВМС  (Naval Personnel Development Command) со штабом в гарнизоне базы ВМС Норфолк, а также все учебные центры  (УЦ) подготовки рядового, старшинского и офицерского состава ВМС США за исключением УЦ главного медицинского управления ВМС.
Специалистов разведки ВМС готовят в двух учебных центрах:  

1) УЦ разведки ВМС (Center for Naval Intelligence) - на территории аэродрома ВМС в/ч "Дэм-Нек" (ш. Вирджиния) 

Центру подчинены два учебных отделения на Атлантическом и Тихоокеанском побережьях США: 
- - Главный УЦ разведки ВМС и КМП США (Navy and Marine Corps Intelligence Training Center) на территории аэродрома ВМС в/ч "Дэм-Нек" (ш. Вирджиния)
  - Тихоокеанский УЦ разведки ВМС (Fleet Intelligence Training Center, Pacific) на территории  в/ч ВМС "Сан-Диего".

2) УЦ психологической войны (Center for Information Dominance) - на территории аэродрома ВМС в/ч "Пенсакола" (ш. Флорида)

УЦ психологической войны (Center for Information Dominance) готовит курсантов ВМС по специальностям шифровальщиков-криптографов, операторов систем связи и ЗАС, а также специалистов РЭР и психологической войны. 
Подготовка курсантов центра ПВ также проводится на территории: 
- в/ч ВВС "Гудфеллоу" (ш.Техас)
- в/ч СВ "Форт-Гордон" (ш. Джорджия)

Ежегодно в органы разведки флота назначаются и выпускники Высшего военного училища (Академии) ВМС  США (U. S. Naval Academy) ( (г. Аннаполис, ш. Мэриленд) после предварительной подготовки в соответствующих учебных центрах. Однако такие назначения практически единичны. Так, из числа курсантов-выпускников 2006 г. (1000 офицеров) для дальнейшего прохождения службы в разведку и криптографическую службу ВМС или КМП было распределено всего девять молодых офицеров (для сравнения, в авиацию ВМС было направлено 349 чел., в надводные силы ВМС - 285 чел.,  в подводные силы ВМС - 85 чел., в КМП США - 210 чел.).
Обучение специалистов разведки ВМС иностранным языкам ведется как на базе соответствующих кафедр гражданских ВУЗов, так и в Военном институте иностранных языков МО США г. Монтерей (ш. Калифорния). Некоторая часть офицерского состава приходит в разведку флота после окончания курсов офицеров запаса ВМС (NROTC - Naval Reserve Officers Training Course) при гражданских высших учебных заведениях страны.
Отмечается, что большинство молодых офицеров-разведчиков по окончании курсов подготовки в соответствующих учебных центрах в качестве первичной войсковой подготовки
занимают должности офицеров-операторов  РЭР в составе экипажей разведывательных самолётов ЕР-ЗЕ «Ариес-2» 1-й и 2-й разведывательных АЭ (VQ-1h -2) ВМС, базирующихся на военном аэродроме ВМС в/ч "Уидби-Айленд". Таким образом, пополняются в основном низовые звенья разведки, а в центральные органы и службы разведки ВМС назначаются офицеры, которые уже приобрели достаточный практический опыт на флоте.

### Запас РУ ВМС (Navy Reserve Intelligence Command)
Управление резерва разведки ВМС США расквартировано на территории  в/ч резерва авиации ВМС "Форт-Уэрт" (ш. Техас). Начальником управления резерва является офицер в звании капитана 1-го ранга ВМС США.
В административной структуре ВМС управление резерва разведки подчинено командующему резервом ВМС (Commander, Navy Reserve Force). Главной задачей управления является учёт и мобилизация резервистов разведки ВМС в угрожаемый период. С этой целью в системе данного управления созданы т.н. мобилизационные разведрайоны (Reserve Intelligence Area), которые размещены во всех регионах континентальной части страны. Отмечается, в частности, что в 1990-1991 годах, в период подготовки и проведения операции «Буря в пустыне», для участия в боевых действиях в составе коалиционной группировки были отмобилизованы более 400 резервистов разведки флота.

### Запас ПВ и РЭБ ВМС (Naval Security Group Reserve)
Управление резерва ПВ и РЭБ  ВМС США расквартировано совместно с управлением РЭБ ВМС на территории в/ч СВ ”Форт-Мид” (ш. Мэриленд). В административной структуре ВМС управление подчинено командующему резервом ВМС (Commander, Navy Reserve Force). 
Управление было создано в июне 2004 года на базе расформированного командования резерва групп безопасности (Naval Reserve Security Group Command). Начальник управления имеет штатную категорию контр-адмирал. В его функции входит обеспечение подготовки специалистов РЭР и криптографов для резерва ВМС, а также проведение мобилизации резервистов в угрожаемый период.
В структуре управления имеются штабы четырёх районов мобилизационного развертывания, которые дислоцированы на территории:

- в/ч СВ "Форт-Мид"
- в/ч ВМС "Сан-Диего"

военных аэродромах резерва: 
- в/ч резерва ВМС "Форт-Уэрт"
- в/ч ВВС Национальной гвардии "Генерал Клэй"

## Упоминания в прессе
В последнее время зарубежные СМИ заостряют внимание на якобы усиливающемся контроле со стороны государственных органов США за работой разведки ВМС. Так, в конце 2005 года распоряжением министра ВМС была учреждена целая система такого контроля, направленная, как отмечается, на воспрепятствование добыванию разведывательной информации сведений в интересах ВМС противозаконными способами и методами (скорее всего, имеются в виду получившие широкую огласку недозволенные формы допросов иракских военнопленных в тюремном лагере ВМБ Гуантанамо и других местах заключения). Контрольные функции возложены на главного инспектора ВМС (Naval Inspector General), который тесно взаимодействует по этим вопросам с аппаратом помощника министра обороны по контролю над разведкой (Assistant to the Secretary of Defense for Intelligence Oversight). Очевидно, однако, что традиционные методы ведения разведки никем в ВМС не оспариваются, и сфера разведывательной деятельности в интересах флота только расширяется.
- 5 апреля 2000 года сотрудники ФСБ арестовали по обвинению в шпионаже бывшего кадрового сотрудника подразделения научно-технической разведки РУ ВМС США Э. Поупа[4]. По данным спецслужб, Э. Поуп пытался получить секретную информацию о подводной ракетоторпеде «Шквал», находившейся на вооружении ВМФ РФ[4]. В декабре 2000 года Поуп был приговорён к 20 годам лишения свободы, но вскоре был помилован Президентом России Владимиром Путиным и смог вернуться в США[5].

## Список начальников РУ ВМС США
Примечание: До 1911 года руководитель РУ ВМС США считался Главой разведки США (англ. Chief intelligence officer).
| Директор                    | Начало полномочий  | Окончание полномочий |
| --------------------------- | ------------------ | -------------------- |
| Капитан-лейтенант Т. Мэйсон | июнь 1882 года     | апрель 1885 года     |
| Р. Роджерс                  | апрель 1885 года   | июль 1889 года       |
| Ч. Дэвис                    | сентябрь 1889 года | август 1892 года     |
| Ф. Чедвик                   | сентябрь 1892 года | июнь 1893 года       |
| Ф. Зингер                   | июнь 1893 года     | апрель 1896 года     |
| Р. Вайнригз                 | апрель 1896 года   | ноябрь 1897 года     |
| Р. Клэвер                   | ноябрь 1897 года   | май 1898 года        |
| Д. Бартлетт                 | май 1898 года      | октябрь 1898 года    |
| Р. Клэвер (повторно)        | октябрь 1898 года  | февраль 1900 года    |
| Ч. Сигсби                   | февраль 1900 года  | апрель 1903 года     |
| С. Шредер                   | май 1903 года      | апрель 1906 года     |
| Р. Роджерс (повторно)       | апрель 1906 года   | май 1909 года        |
| Ч. Вриленд                  | май 1909 года      | декабрь 1909 года    |
| Т. Поттс                    | декабрь 1909 года  | январь 1912 года     |
| Томас С. Роджерс            | январь 1912 года   | декабрь 1913 года    |
| Г. Брайн                    | декабрь 1913 года  | январь 1914 года     |
| Д. Оливер                   | январь 1914 года   | март 1917 года       |
| Р. Уэллс                    | апрель 1917 года   | январь 1919 года     |
| А. Ниблэк                   | май 1919 года      | сентябрь 1920 года   |
| Э. Лонг                     | сентябрь 1920 года | июнь 1921 года       |
| Л. Макнейми                 | сентябрь 1921 года | ноябрь 1923 года     |
| Г. Хоуг                     | декабрь 1923 года  | сентябрь 1925 года   |
| У. Гэлбрейт                 | октябрь 1925 года  | июнь 1926 года       |
| А. Хепберн                  | июль 1926 года     | сентябрь 1927 года   |
| А. Джонсон                  | декабрь 1927 года  | июнь 1930 года       |
| Г. Болдридж                 | июнь 1930 года     | май 1931 года        |
| Х. Эллис                    | июнь 1931 года     | май 1934 года        |
| У. Пулестон                 | июнь 1934 года     | апрель 1937 года     |
| Р. Хьюз                     | май 1937 года      | июнь 1939 года       |
| У. Андерсон                 | июнь 1939 года     | январь 1941 года     |
| Ж. Джеймс                   | январь 1941 года   | февраль 1941 года    |
| А. Кирк                     | март 1941 года     | октябрь 1941 года    |
| Т. Уилкинсон                | октябрь 1941 года  | июль 1942 года       |
| Г. Трейн                    | июль 1942 года     | сентябрь 1943 года   |
| Р. Шуирман                  | сентябрь 1943 года | октябрь 1944 года    |
| Л. Зебаут                   | октябрь 1944 года  | сентябрь 1945 года   |

| Директор                           | Начало полномочий  | Окончание полномочий |     |
| ---------------------------------- | ------------------ | -------------------- | --- |
| Т. Инглиш                          | сентябрь 1945 года | сентябрь 1949 года   |     |
| Ф. Джонсон                         | сентябрь 1949 года | июнь 1952 года       |     |
| Р. Стаут                           | июль 1952 года     | ноябрь 1952 года     |     |
| К. Испи                            | декабрь 1952 года  | май 1956 года        |     |
| Л. Фрост                           | июнь 1956 года     | сентябрь 1960 года   |     |
| В. Лоуренс                         | сентябрь 1960 года | июнь 1963 года       |     |
| Р. Тейлор                          | июнь 1963 года     | май 1966 года        |     |
| М. Риндскоф                        | май 1966 года      | июль 1966 года       |     |
| Е. Флаки                           | июль 1966 года     | июнь 1968 года       |     |
| Ф. Мерфи                           | июнь 168 года      | август 1968 года     |     |
| Контр-адмирал Ф. Гарлфингер        | август 1968 года   | июль 1971 года       |     |
| Контр-адмирал Ф. Ректанус          | июль 1971 года     | сентябрь 1974 года   |     |
| Контр-адмирал Б. Инмэн             | сентябрь 1974 года | июль 1976 года       |     |
| Контр-адмирал Д. Харви             | июль 1976 года     | август 1978 года     |     |
| Контр-адмирал С. Шапиро            | август 1978 года   | август 1982 года     |     |
| Контр-адмирал Д. Буттс             | август 1982 года   | сентябрь 1985 года   |     |
| Контр-адмирал У. Студеман          | сентябрь 1985 года | июль 1988 года       |     |
| Контр-адмирал Т. Брукс             | июль 1988 года     | август 1991 года     |     |
| Контр-адмирал Э. Шэйфер            | август 1991 года   | сентябрь 1994 года   |     |
| Контр-адмирал М. Крамер            | сентябрь 1994 года | май 1997 года        |     |
| Г. П. Ловелл (и. о.)               | май 1997 года      | ноябрь 1997 года     |     |
| Контр-адмирал Л. Джакоби           | ноябрь 1997 года   | июнь 1999 года       |     |
| Контр-адмирал П. Рэтлиф            | июнь 1999 года     | март 2000 года       |     |
| Г. П. Ловелл (и. о.)               | март 2000 года     | август 2000 года     |     |
| Контр-адмирал Ричард Б. Портерфилд | август 2000 года   | апрель 2005 года     |     |
| Контр-адмирал Роберт Б. Мурретт    | апрель 2005 года   | июль 2006 года       |     |
| Контр-адмирал Т. Котрон            | июль 2006 года     | июль 2008 года       |     |
| Вице-адмирал Д. Дорсетт            | июль 2008 года     | июнь 2011 года       |     |
| Вице-адмирал К. Кард               | июнь 2011 года     | июль 2013 года       |     |
| Вице-адмирал Т. Бренч              | июль 2013 года     | июль 2016 года       |     |
| Вице-адмирал Джен Тай              | июль 2016 года     | январь 2018 года     |     |
| Вице-адмирал Мэттью Колер          | январь 2018 года   | июнь 2020 года       |     |
| Вице-адмирал Джеффри Траслер       | июнь 2020 года     | август 2023 года     |     |
| Скот Брэй                          | август 2023 года   | декабрь 2023 года    |     |
| Контр-адмирал Стивен Пэрод         | декабрь 2023 года  | февраль 2024 года    |     |
| Контр-адмирал Карл Томас           | февраль 2024 года  | в должности          | \|- |